# Louge
La Louge est une rivière française qui coule dans le département de la Haute-Garonne. C'est un affluent direct de la Garonne, en rive gauche.

## Géographie
De 100 km de longueur, la Louge prend sa source sur le plateau de Lannemezan, sur la commune de Villeneuve-Lécussan en limite de la commune de Pinas département des Hautes-Pyrénées et se jette en rive gauche dans la Garonne à Muret, dans le département de la Haute-Garonne.

## Principaux affluents
- la Nère : 33,3 km
- le Peyre : 10,4 km
- Ruisseau du Rabé : 10,3 km
- Ruisseau de l'Aussau : 11,9 km
- Ruisseau de Peyrane : 10,9 km[2].
- Ruisseau du Luz : 8 km
- Ruisseau de Marignas : 9,1 km
- Ruisseau de Gragnon : 9,5 km

## Communes traversées
- Haute-Garonne : Villeneuve-Lécussan, Franquevielle, Loudet, Le Cuing, Lodes, Saint-Ignan, Lalouret-Laffiteau, Larcan, Saint-Marcet, Cassagnabère-Tournas, Aulon, Peyrouzet, Aurignac, Boussan, Montoulieu-Saint-Bernard, Benque, Alan, Bachas, Terrebasse, Lescuns, Francon, Montoussin, Mondavezan, Le Fousseret, Saint-Élix-le-Château, Marignac-Lasclares, Lafitte-Vigordane, Gratens, Peyssies, Bois-de-la-Pierre, Longages, Lavernose-Lacasse, Le Fauga, Saint-Hilaire et Muret, soit 35 communes[3].

## Hydrologie

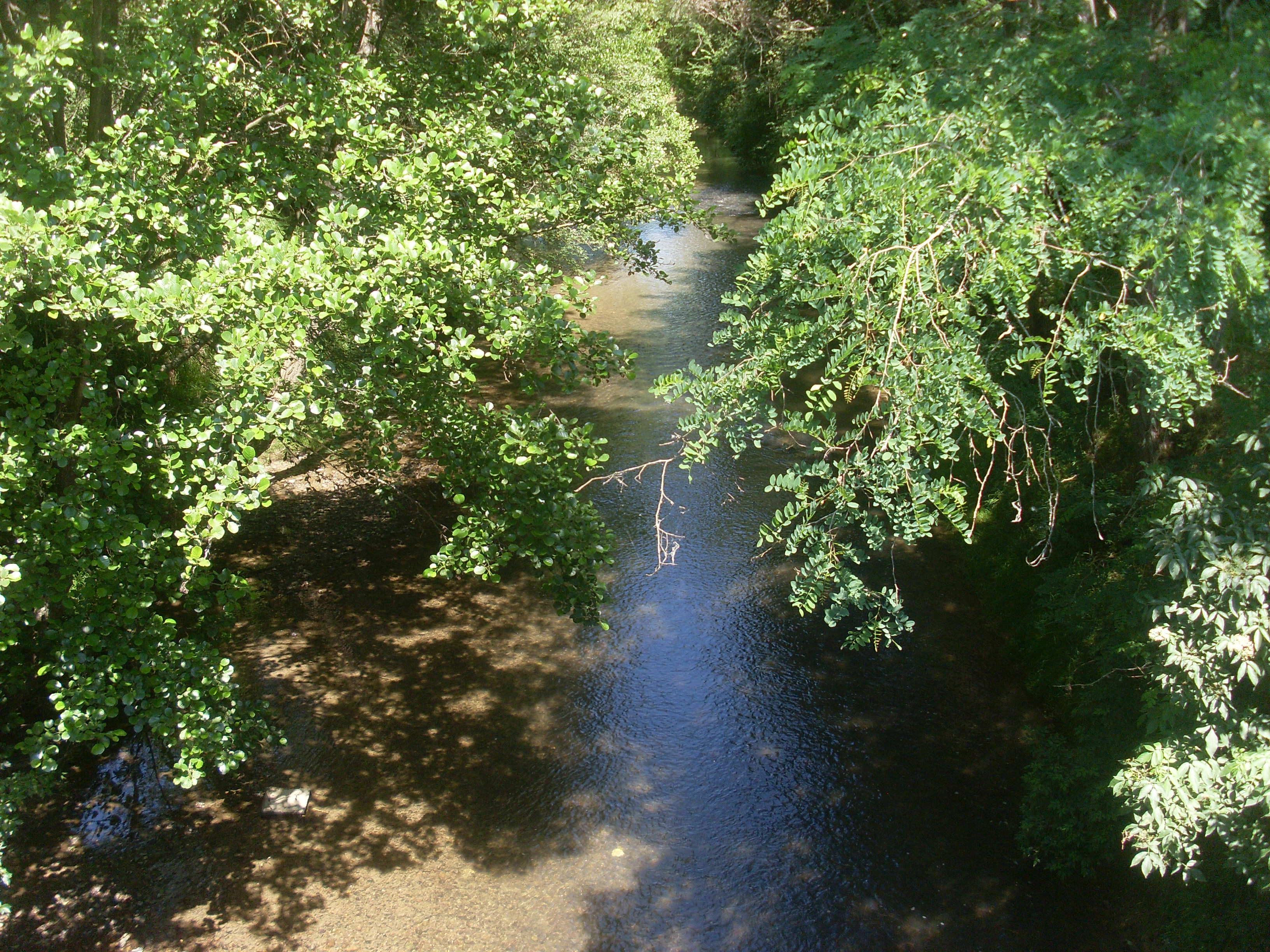
La Louge à Saint-Élix-le-Château.

Note : en période d'étiage, son cours est maintenu pour l'irrigation et pour les besoins d'alimentation en eau potable et de salubrité, par le canal de Saint-Martory. Les débits exposés ci-dessous sont donc partiellement modifiés par l'intervention humaine.
La Louge est une rivière assez irrégulière. Son débit a été observé durant une période de 41 ans (1968-2008), à Muret, localité du département de la Haute-Garonne située au niveau de son confluent avec la Garonne. La surface ainsi étudiée est de 486 km2, soit la totalité du bassin versant de la rivière.
Le module de la rivière à Muret est de 6,14 m3/s.
La Louge est une rivière assez régulière dans le contexte de l'est du Bassin aquitain. Elle connaît cependant des fluctuations saisonnières de débit assez nettes. Les hautes eaux se déroulent en hiver et se caractérisent par des débits mensuels moyens allant de 7,76 à 9,65 m3/s, de décembre à février inclus (avec un maximum très net en février). Au mois de mars, le débit connaît une chute importante suivie d'un rebond d'avril à juin. Les basses eaux d'été ont lieu de juillet à septembre inclus, entraînant une  baisse du débit mensuel moyen jusqu'à 3,11 m3 au mois d'août. Mais ces moyennes mensuelles occultent des fluctuations bien plus prononcées sur de courtes périodes ou selon les années.
Aux étiages, le VCN3 peut chuter jusque 0,240 m3/s, en cas de période quinquennale sèche.
Les crues peuvent être assez importantes, compte tenu de la taille du bassin versant. Les QIX 2 et QIX 5 valent respectivement 67 et 93 m3/s. Le QIX 10 est de 110 m3/s, le QIX 20 de 130 m3, tandis que le QIX 50 se monte à 150 m3/s.
Le débit instantané maximal enregistré à Muret a été de 236 m3/s le 9 juillet 1977, tandis que la valeur journalière maximale était de 135 m3/s le même jour. Si l'on compare la première de ces valeurs à l'échelle des QIX de la rivière, l'on constate que cette crue était largement supérieure au niveau défini par le QIX 50, et donc tout à fait exceptionnelle.
La Louge est une rivière assez abondante dans le cadre des affluents de la Garonne issus des contreforts pyrénéens. La lame d'eau écoulée dans son bassin versant est de 403 millimètres annuellement, ce qui est nettement supérieur à la moyenne d'ensemble de la France (320 millimètres), et même légèrement supérieur à la moyenne du bassin de la Garonne (384 millimètres au Mas-d'Agenais). Le débit spécifique (ou Qsp) atteint le chiffre robuste de 12,7 litres par seconde et par kilomètre carré de bassin.